# 金贤
金贤（1463年—？），字士希，號東原，江宁人，明朝政治人物。进士出身。

## 生平
先祖是麦加人，后迁徙到永平，明太祖朱元璋赐其家族姓金，之后家族迁徙到江宁。弘治十四年辛酉科應天府鄉試第六十六名舉人，十五年（1502年），金贤联登壬戌科會試第一百五十五名，三甲一百五十九名進士，担任仁和县知县，为官清廉，后升任兵科给事中。因得罪太监刘瑾，改出任大名府知府。因修建狄仁杰祠和寇准祠得罪官员，正德十五年(1520年)，接替欧阳铎任延平府知府一职，后由戴冠接任。有子金大舆、金大车，两人因才华突出，被誉为“金陵二金”。

## 家族
曾祖金洵；祖父金遜甫，鸿胪寺署丞；父金玉，母馬氏。严侍下。弟能、明、秀、蘭。